# Alfabeto tebano

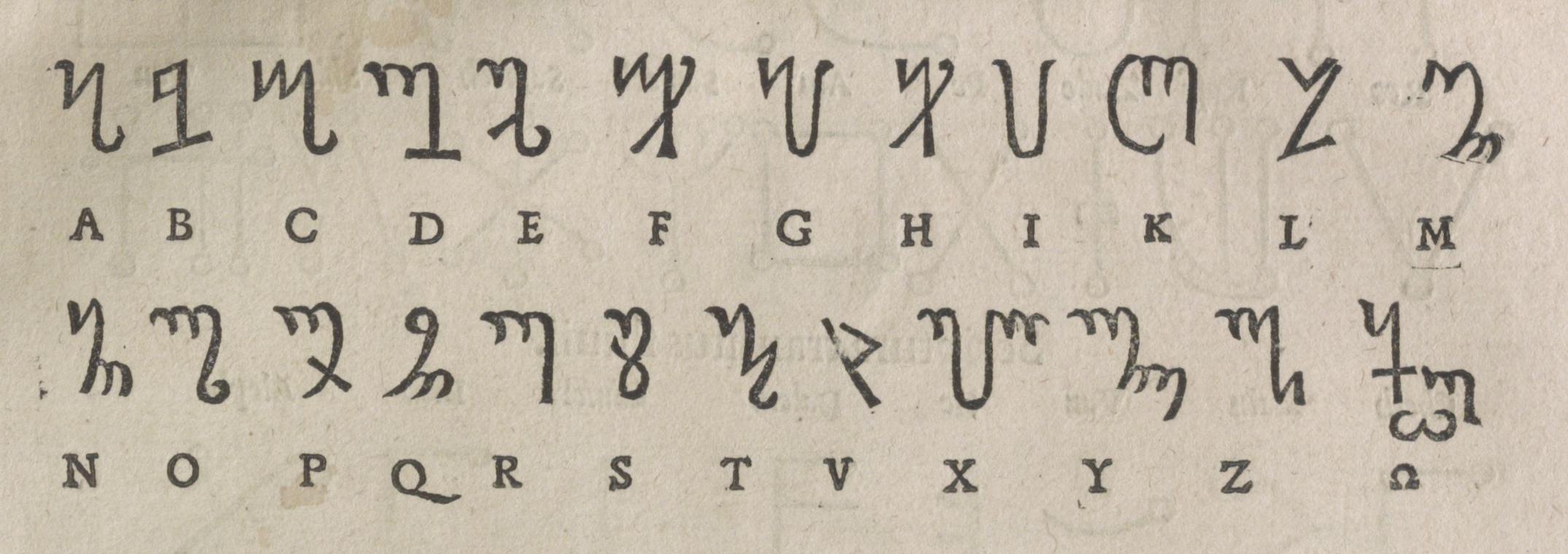
De los Tres libros de filosofía oculta de Agripa (1533). Tenga en cuenta los cambios de carácter, incluida la incorporación de una "w" al último signo, denotada por una Omega mayúscula (Ω), un símbolo de "Fin", en lugar de "W".

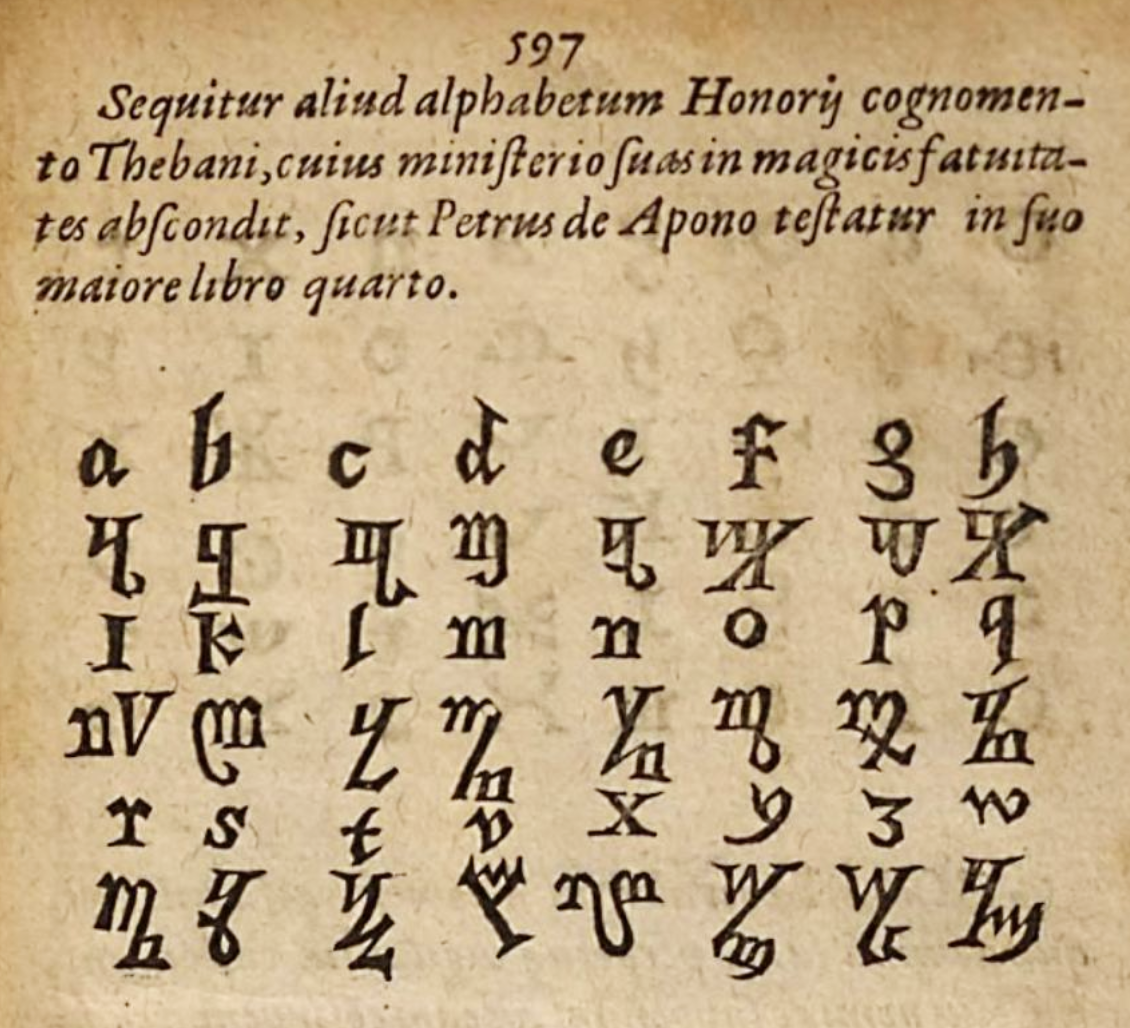
De la reimpresión de 1613 de Polygraphia. Se observan cambios en algunos caracteres, por ejemplo, bucles cerrados y un gancho izquierdo omitido del símbolo de W.

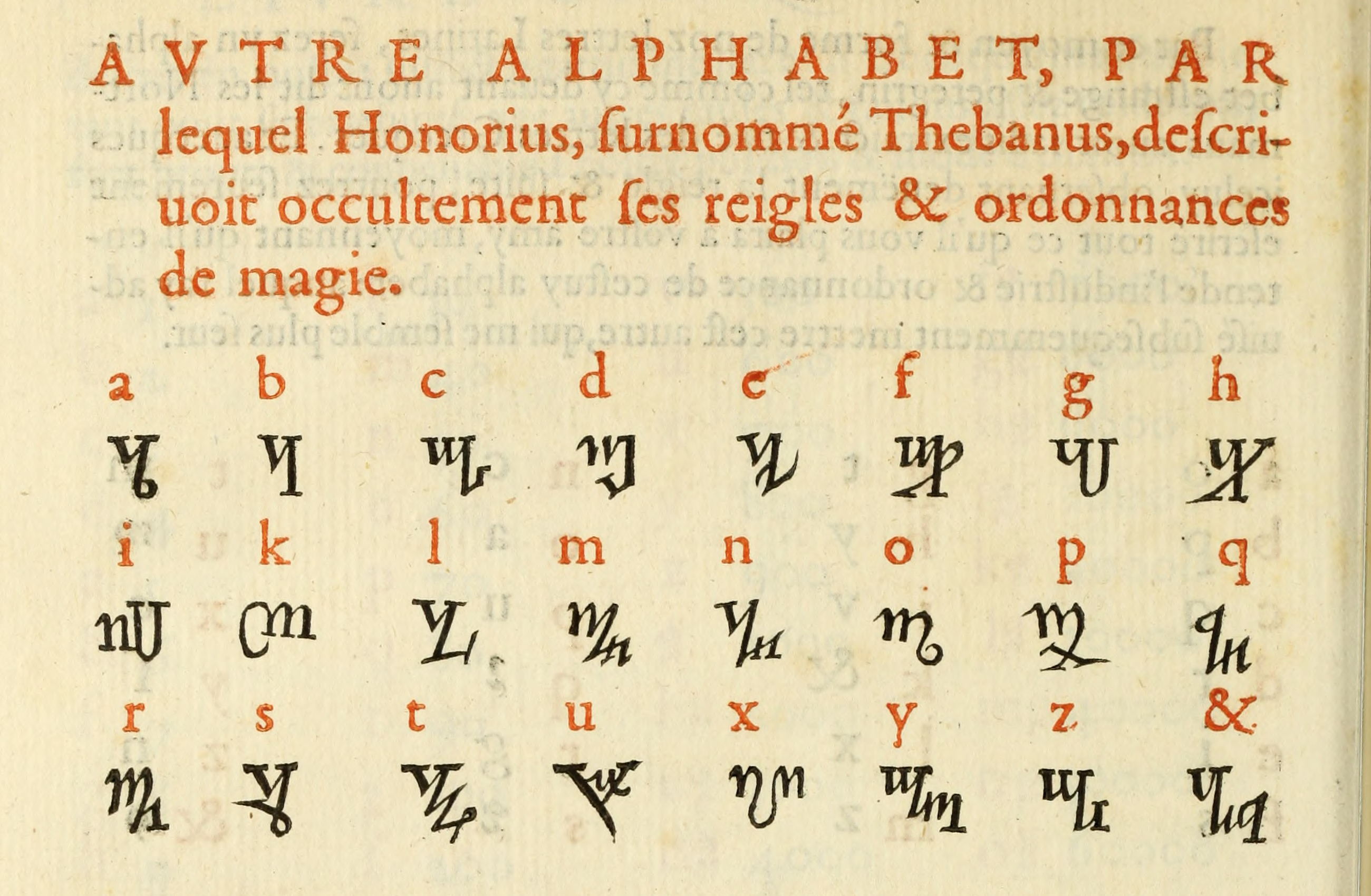
De Polygraphie (1561) de Gabriel de Collange (en francés). Siendo la W una letra nueva y no utilizada en Francia, ese signo aquí representa el ampersand.

El alfabeto tebano, también conocido como alfabeto de las brujas, es un sistema de escritura, más concretamente un cifrado de sustitución de la escritura latina, utilizado por los primeros ocultistas modernos y popular en el movimiento Wicca.

## Historial de publicaciones
La primera aparición documentada del alfabeto tebano se encuentra en la Poligrafía de Johannes Trithemius (1518), donde atribuye su origen a Honorio de Tebas, «como lo testifica Pietro d'Abano en su cuarto libro». Sin embargo, ninguno de los escritos conocidos atribuidos a d'Abano (1250-1316) contiene referencia alguna a este alfabeto. Posteriormente, el alumno de Trithemius, Heinrich Cornelius Agrippa (1486-1535), lo incluyó en su De Occulta Philosophia (Libro III, capítulo 29, 1533). Tampoco se sabe que se encuentre en ningún manuscrito de los escritos de Honorio de Tebas (por ejemplo, Liber Iuratus Honorii, traducido como El libro jurado de Honorio). La única excepción a la falta de evidencias es un manuscrito depositado en la British Library de Londres, el Manuscrito Sloane 3853, que identifica explícitamente a Agrippa como su fuente original.

## Usos y correlaciones

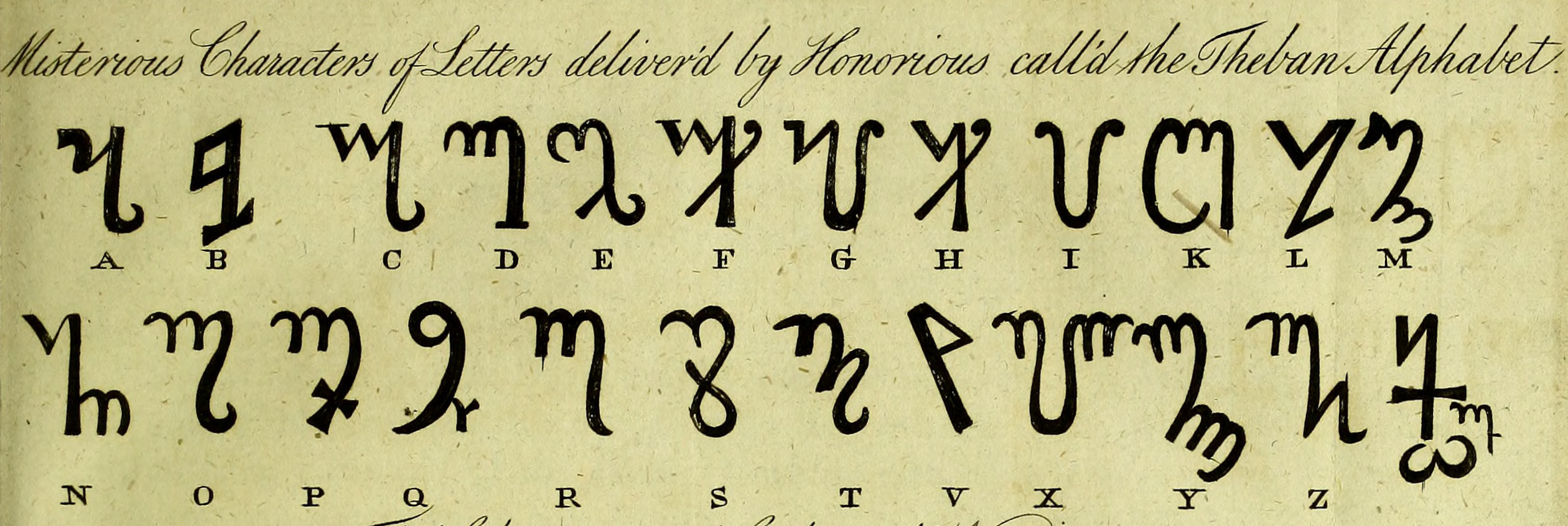
De El mago (1801) de Francis Barrett. Sigue el gráfico de Agripa arriba.

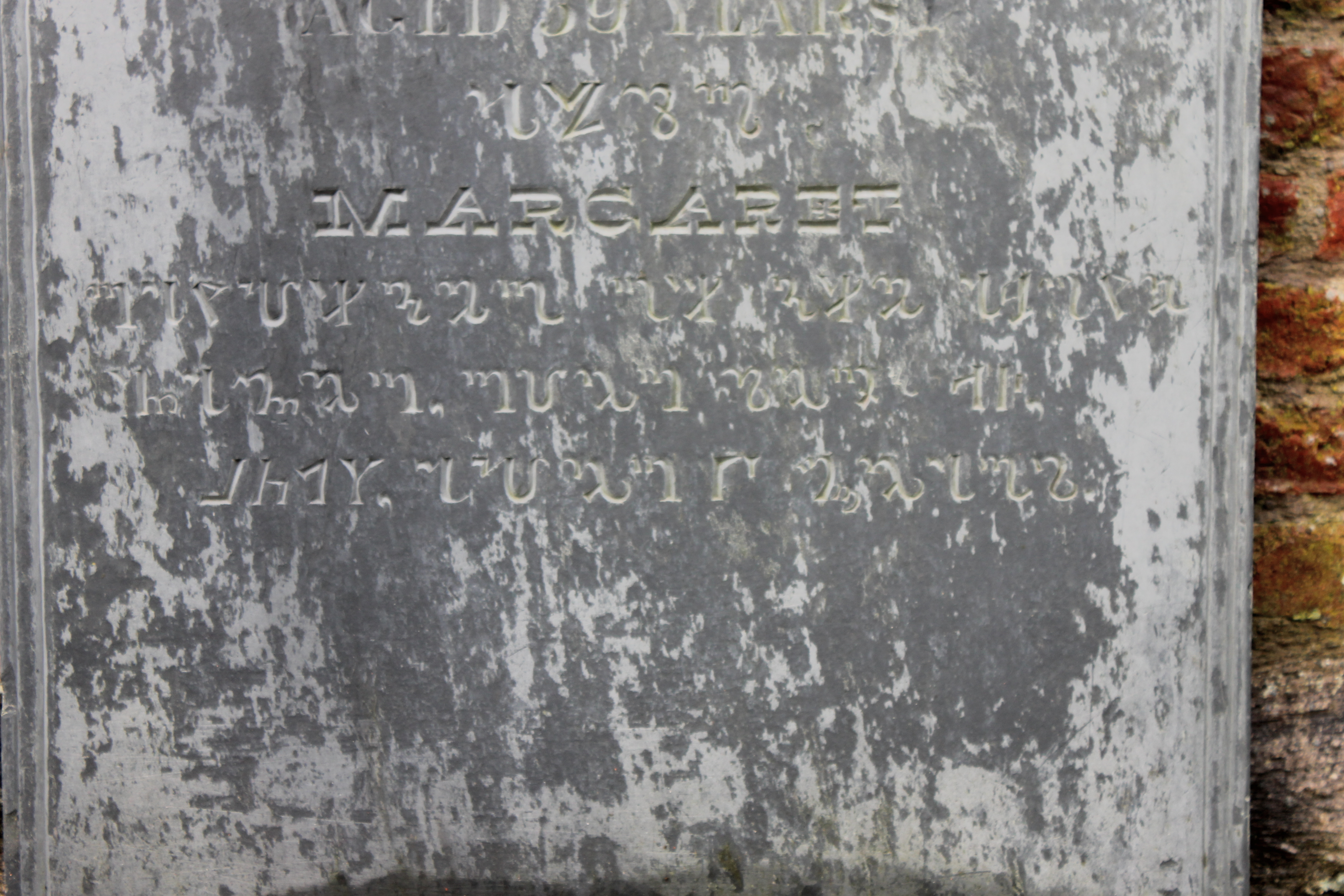
Una lápida del siglo XIX en Llanfyllin, Gales, inscrita en el alfabeto tebano (versión Agrippa/Barrett) y números cistercienses.

También es conocido como el alfabeto honoriano o Runas de Honorio, en alusión al legendario mago -aunque este sistema no guarda relación con el alfabeto rúnico germánico-, o el alfabeto de las brujas, debido a su uso en la Wicca moderna y otras formas de brujería como una de las muchas claves de sustitución para ocultar de miradas indiscretas escritos mágicos, como el contenido del Libro de las Sombras. Cabe destacar que no existe evidencia documental de la utilización de este alfabeto antes de su aparición en la obra de Trithemius, y su grafía resulta singular, diferenciándose marcadamente de otros sistemas de escritura.
Existe una correspondencia unívoca entre las letras tebanas y las del antiguo alfabeto latino. Los caracteres modernos J y U no están representados. A menudo se transliteran utilizando los caracteres tebanos para I y V, respectivamente. En la tabla original de Trithemius, la letra W aparece después de la Z, ya que era una adición reciente al alfabeto latino y aún no tenía una posición estándar. Esto hizo que los traductores y copistas posteriores, como Francis Barrett, la interpretaran erróneamente como un ampersand o un signo de fin de frase. Algunos usuarios de esas tablas posteriores transliteran W utilizando los caracteres tebanos para VV, de forma paralela a como se desarrolló la letra inglesa. Algunas formas de las letras tebanas han cambiado de un libro a otro a lo largo del tiempo. El alfabeto tebano es unicameral, es decir, no tienen formas separadas de mayúsculas y minúsculas.
Eric S. Raymond, desarrollador de software y escritor estadounidense, ha creado un borrador de propuesta para añadir el alfabeto tebano al Conjunto de caracteres codificados universales / Unicode.